# عنان خلايلة
عنان خلايلة، (من مواليد 3 سبتمبر 2004) هو لاعب كرة قدم فلسطيني من عرب ال 48، يلعب كمهاجم لفريق مكابي حيفا من الدوري الممتاز، في فريق تحت 20 سنة، في فريق الشباب تحت 21 سنة وفي المنتخب الأول.

## حياته
ولد خلايلة في حيفا لعائلة تنحدر أصلاً من سخنين. نشأ في أقسام الشباب في بيتار حيفا، أنهى موسم 2022/23 برصيد 11 هدفًا في الدوري وكان جزءًا من فوز مكابي حيفا ببطولة الدوري الممتاز للشباب.
بدأ الخلايلة اللعب مع منتخب إسرائيل حتى سن 19 عامًا في عام 2022.
وفي عام 2023، تم ضمه إلى تشكيلة منتخب إسرائيل لبطولة كأس العالم تحت 20 سنة، وفي دور الـ16 ضد منتخب أوزبكستان، سجل هدف الفوز في الدقيقة السابعة من الوقت المضاف، قبل صافرة النهاية. وأنهى خلايلة البطولة بصفته هداف الفريق في البطولة بعد أن سجل هدفا في ربع النهائي أمام المنتخب البرازيلي، وهدفا آخر في مباراة المركز الثالث التي فازت فيها إسرائيل على كوريا الجنوبية 3-1 حتى أنه أضاف تمريرة حاسمة. .
قبل بطولة أوروبا لكرة القدم تحت 21 سنة 2023، تم استدعاؤه للمنتخب الإسرائيلي. وسجل خلايلة ركلة الجزاء في ركلات الترجيح خلال دور الثمانية أمام مضيفه جورجيا، ليساعد الفريق على التأهل إلى الدور نصف النهائي والتأهل إلى بطولة كرة القدم في أولمبياد باريس (2024).